# Aksel Noesgaard
Aksel Noesgaard (født 3. februar 1880 i Vemb, død 7. maj 1959 i Virum) var en dansk pædagog og sprogforsker. 
Med hvad der er betegnet som pionerarbejde i Danmark, udførte han større undersøgelser af danske ords hyppighed.
Noesgaards begyndte sine hyppighedsundersøgelser i begyndelsen af 1930'erne og resultaterne blev udgivet i flere bind over årene fra 1934 til posthumt i 1960.
Noesgaard udgav også to erindringsbøger "En vestjysk Bonde og Skolemand" (1930) og "Fra ploven til asfalten. Træk fra en skolemands opvækst og virke" (1953)